# 증류주

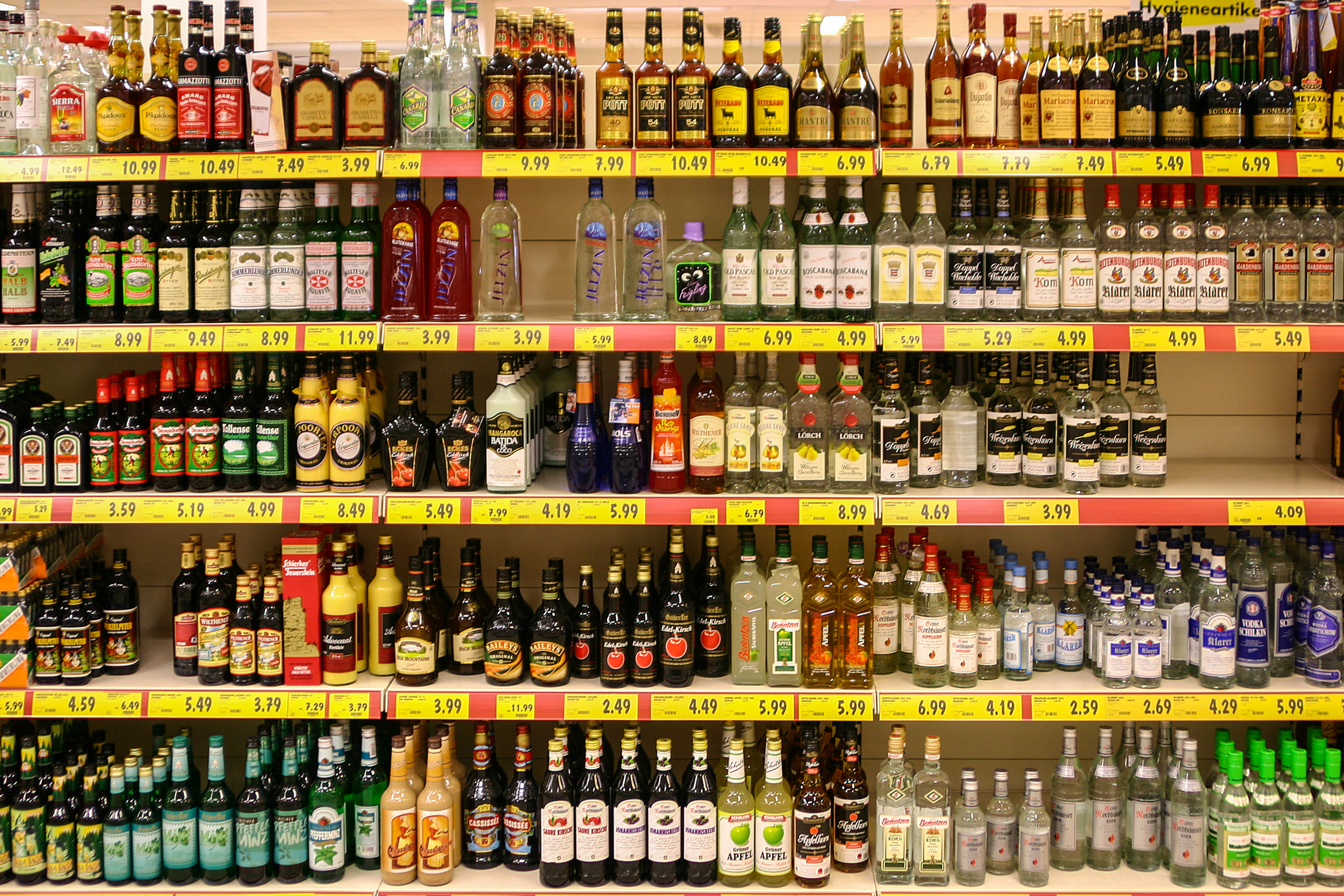
슈퍼마켓에 전시된 다양한 종류의 증류주

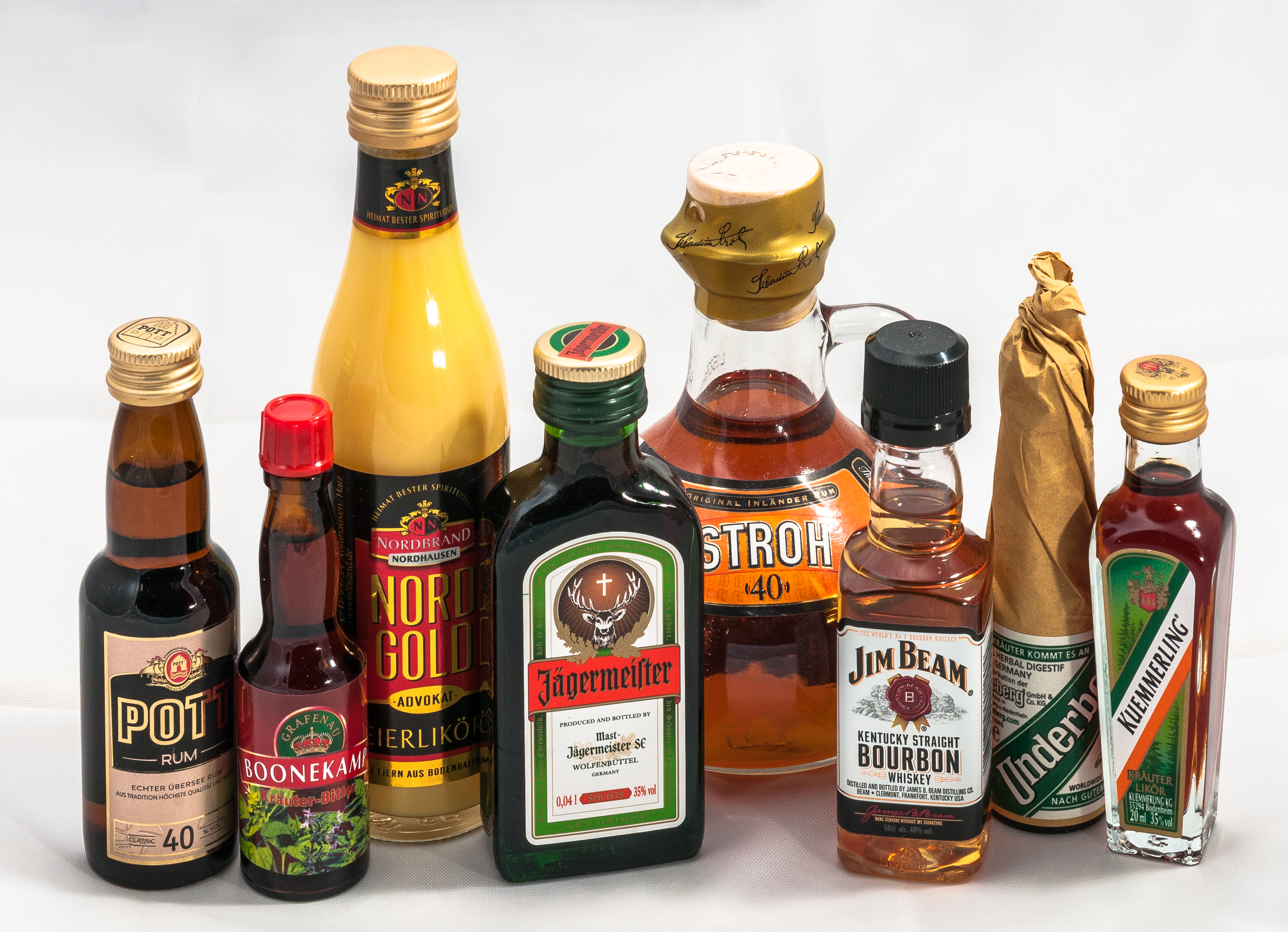

증류주(蒸溜酒)는 발효된 술을 다시 증류해서 만든 술로, 알코올 도수가 높다는 점이 일반적인 특징이다. 전 세계 각 나라 각 지역마다 여러 종류의 증류주가 존재한다.
술은 알코올과 물을 주성분으로 하는데 알코올의 끓는점은 약 78.325°C이며 물의 끓는점은 약 100°C이다. 따라서 술을 가열하면 알코올이 증발하게 된다. 술을 만들 때 증기를 모으고 액체를 배출하면 원래 술보다 알코올 도수가 높은 술이 만들어지는데 이것이 증류주이다. 증류주는 그대로 마시거나 원통형의 나무통 등에서 숙성시킨 후에 마신다.

## 증류주 목록
- 아쿠아비트
- 아라크
- 아르히
- 위스키
- 보드카
- 카샤사
- 바이주
  - 마오타이주
- 증류식 소주
  - 쇼추
    - 아와모리
- 노진
- 브랜디
  - 코냑
  - 칼바도스
  - 그라파
  - 신가니
  - 피스코
- 메스칼
  - 테킬라
- 라크
- 럼
- 포틴

## 같이 보기
- 힙 플라스크